# Helmut Baumert

Helmut Baumert

Helmut Baumert (* 15. Juni 1909 in Osnabrück; † 3. November 1980 in Tübingen) war ein deutscher Politiker (NSDAP) und SA-Führer.

## Leben und Wirken
Nach dem Besuch der Mittelschule und des Ratsgymnasiums in Osnabrück erlernte Helmut Baumert in Osnabrück und Tübingen den wissenschaftlichen Buch- und Antiquariatshandel. Seit 1924 war er in der NS-Bewegung tätig. 1926 übernahm er Aufgaben in der Hitlerjugend (HJ) und später als SA-Mann. Zum 1. April 1928 trat er der NSDAP bei (Mitgliedsnummer 80.051). 1930 wurde Baumert Leiter der NSDAP-Ortsgruppe in Tübingen, dann von 1932 bis 1937 Kreisleiter des NSDAP-Kreises Tübingen. 

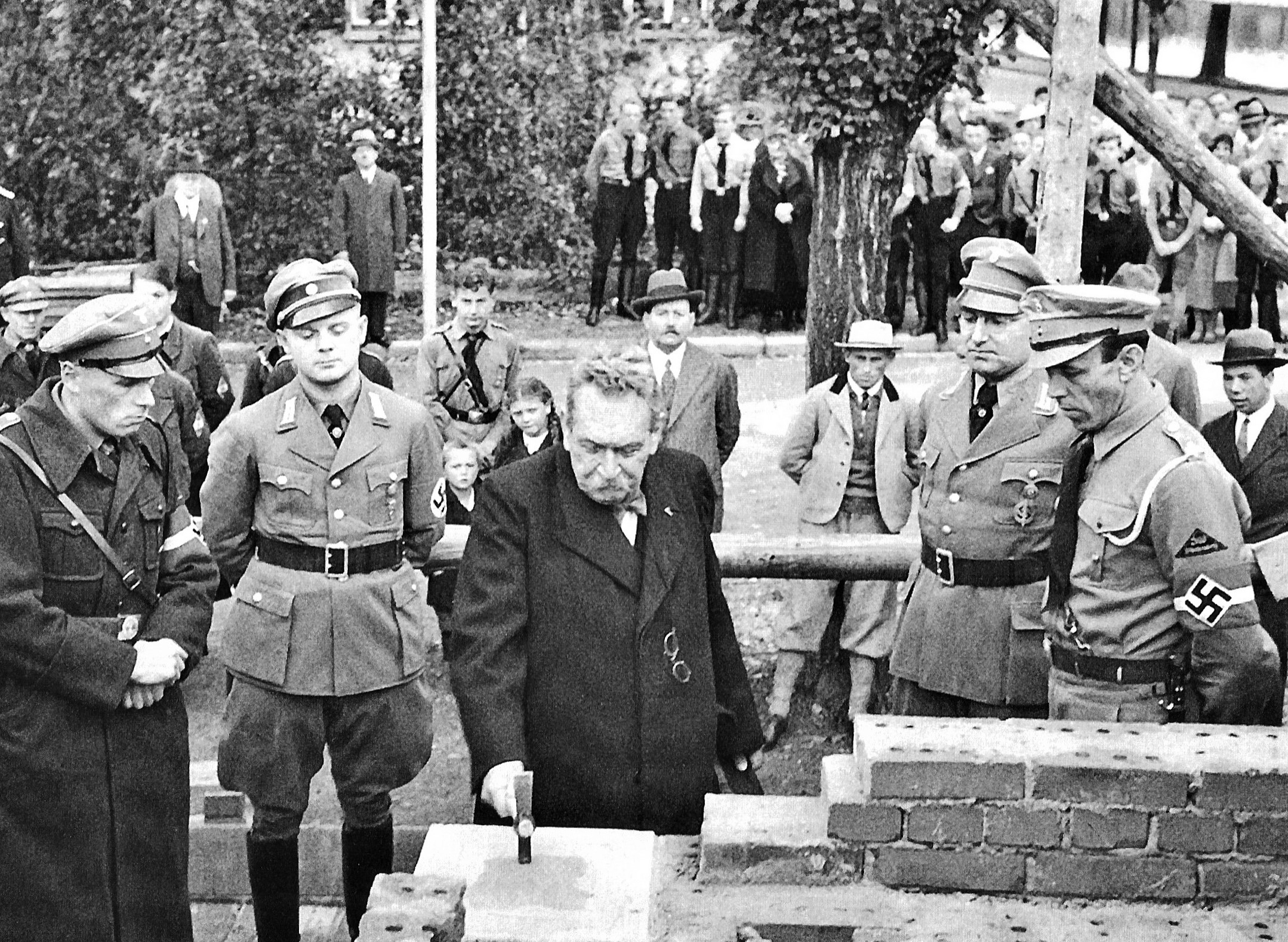
Helmut Baumert (Zweiter von links) als Kreisleiter der NSDAP bei der Grundsteinlegung des „Hauses der Jugend“ in Tübingen, 20. Oktober 1935.

1933 fungierte Baumert als Adjutant in der Gauleitung von Württemberg-Hohenzollern und seit 1934 als Gaugeschäftsführer. Hinzu kamen Aufgaben als Gauinspekteur und SA-Standartenführer. 
Nachdem er sich 1936 vergeblich um ein Mandat bemüht hatte, saß Baumert von April 1938 bis zum Ende der NS-Herrschaft im Frühjahr 1945 als Vertreter des Wahlkreises 31 (Württemberg) im nationalsozialistischen Reichstag. Baumert war ab 1941 Gauamtsleiter und Gauinspekteur der NSDAP. Außerdem war er Inhaber des Goldenen Ehrenzeichens der NSDAP und der HJ.
Nach dem Zweiten Weltkrieg lebte Baumert in Baden-Württemberg.